# Lesbianas a la Vista
Lesbianas a la Vista fue una organización de intervención política formada en Buenos Aires, Argentina en agosto de 1995 e integrada por activistas lesbianas. Estuvo activa hasta 2001. Entre los ejes centrales de la organización estaba la visibilidad lésbica.
El otro campo de intervención primordial fue la agenda de derechos humanos, donde trabajaron por incorporar las necesidades y derechos específicos de las personas LGBT.
Entre las activistas que integraron el grupo se encuentran Fabi Tron, María Luisa Peralta, Mónica Pavicich y Alejandra Sardá. Tuvieron su sede en el bar Tasmania, ubicado en el pasaje Dellepiane, ciudad de Buenos Aires.

## Conformación
Lesbianas a la Vista fue creada en 1995. Por entonces el movimiento de homosexuales varones había logrado una considerable visibilidad, con varios referentes muy conocidos por la opinión pública, como Carlos Jáuregui, mientras que el lesbianismo seguía postergado e invisibilizado.
Varias compañeras ya se estaban encontrando en talleres de reflexión y en actividades feministas, desde donde sintieron la necesidad de organizarse como grupo específicamente de lesbianas así formaron Lesbianas a la Vista, que tuvo siempre como uno de sus ejes centrales la visibilidad.
Se organizaron con el fin de hacer conocer a la sociedad que existía un conjunto de personas que tenían una sexualidad diferente a la norma heterosexual y que por esa situación eran discriminadas, marginadas y sufrían violencia. Otro de los objetivos era tratar de incorporar los derechos de las personas LGBT a las agendas de los derechos humanos.
Trabajaban, por un lado, con las lesbianas como comunidad para fortalecerlas y contenerlas, y, por otro, con los organismos de derechos humanos para concientizar que los derechos de lesbianas, de gays y travestis también existían. 

## Líneas de trabajo: activismo callejero y talleres de reflexión
Tenían dos líneas fuertes de trabajo: acciones callejeras ligadas a la visibilidad, a través de, por ejemplo, graffitis y volanteadas; y también en talleres de reflexión, con el objetivo de empoderar a las participantes y crecer juntas.
Los talleres de reflexión se juntaban una vez por semana, llegando a funcionar 5 grupos funcionando al mismo tiempo, cada uno con entre 15 y 20 participantes. Los temas tratados eran cuerpo, sexualidad, autoestima, lesbofobia social e internalizada, miedos, poder, orgullo, visibilidad, patriarcado, parejas, roles, género, edad, salud, maltrato, familia, coming out, entre otros. Las participantes solían sacar a la luz y relatar decenas de episodios de violencia sexual que habían soportado en algún momento de sus vidas, la relación con esposos y exesposos, cómo hablar con sus hijos e hijas, que hacer ante la amenaza habitual de que les sacarían a los hijos.
Estaban los grupos “generales” y luego grupos más especializados, como el grupo de padres víctimas de relaciones de maltrato de sus parejas y el grupo de madres lesbianas (todas tenían hijas e hijos concebidos en relaciones heterosexuales anteriores). Las militantes también organizaban acciones callejeras para ganar visibilidad, mediante grafitis, volanteadas, participación en marchas y actos, etc.

## Inspiraciones teóricas
María Luisa Peralta sostiene que "En esas épocas nosotras tomábamos como inspiración las ideas y textos de Audre Lorde, Gloria Anzaldúa y Monique Wittig, reconocíamos como referente activista a Ilse, en el sentido de que era una militante que nos había abierto caminos: ella fue la primera en ser muy pública, era visible siempre y en todos lados, y eso era algo que nosotras valorábamos mucho. También leíamos cosas de Leslie Feinberg y Kate Bornstein, que para nosotras eran lesbianas en tanto ellxs se presentaban como tales. Nosotras validábamos esas identidades (Leslie fue variando sus identificaciones y nosotras siempre le consideramos una fuente de ideas, en todas sus transiciones). Luego leímos a Judith Butler y también teníamos conocimiento de Eve Kosofsky Sedwick. Como ves, no estábamos leyendo a las clásicas. Obviamente casi todas leímos de Adrienne Rich, Heterosexualidad obligatoria y existencia lesbiana. Hay que aclarar que hasta pasados mediados de los 90, Internet no era algo de acceso masivo. No había prácticamente producción local, comprar de afuera era caro y la mayoría estaba en inglés (había producción de las españolas, eso sí). En ese contexto me gustaría destacar la biblioteca que habían armado Chela y Alejandra Sardá, que se llamó Escrita en el Cuerpo. Alejandra hacía un gran trabajo militante de traducción."

## Vínculo con los movimientos feministas y LGBT
El grupo nunca se identificó como feminista, algunas de las que lo integraban lo eran, pero otras no se identificaban así.
Como sostiene María Luisa Peralta, "La mayoría de nosotras no nos habíamos reconocido como lesbianas dentro del feminismo, además nos planteábamos una agenda lésbica, no feminista (podía haber superposiciones, pero el objetivo era lo lésbico) y eso nos llevaba más a buscar alianzas con gays y travestis (en ese entonces sólo esas identidades), cosa a la que el feminismo no era muy abierto."
Resultaba central para el grupo especificar que las lesbianas como colectivo somos diferentes que las mujeres; que mientras compartían muchos problemas comunes cuando eran tratadas como mujeres, en realidad tenían una serie de vivencias y de problemáticas distintas a las de las mujeres.

Hasta ese momento, las lesbianas feministas tenían relación con el movimiento de mujeres, pero no tenían relación con los gays y mucho menos con las travestis, habiendo incluso tenido acciones acciones violentas y reaccionarias de parte de feministas con las travestis. Lesbianas a la vista fue el primer grupo que empezó a tener una relación más cercana.
Se reunían en el bar Tasmania para promover discusiones conjuntas, para presentarse unos a otros los temas de mayor interés y ver cómo funcionaba cada grupo. Esto desembocó en el primer encuentro Glttbi en Rosario, en 1996. En palabras de Fabi Tron, "Se podría decir que fue el primer paso para generar un movimiento Glttbi, fue muy lindo porque hablábamos de las problemáticas que tenía cada grupo específico y nos fuimos encontrando y conociendo. Por ejemplo, conocimos las situaciones tremendas que vivían las compañeras travestis que para nosotras eran muchas veces completamente extrañas, no por desinterés sino porque circulábamos por diferentes lugares. Ni siquiera en boliches de ambiente, porque a las travestis no las dejaban entrar. En el año 95 nos reunimos con todos los grupos de travestis de ese momento, con Lohana Berkins, Belén Correa, Nadia Echazú, por entonces estaban ellas como tres de las referentes más importantes, también lo conocimos a Mauro Cabral (activista transexual e intersex) en ese primer encuentro nacional... Es muy emocionante recordarlo, era una época en la cual había una voluntad política de articular."

Fue muy importante para ellas reunirse, también con putas, mujeres en prostitución, trabajadoras sexuales, conforme cómo se defina y posicione cada grupo. Su militancia común se englobaba por un lado en lo concerniente a la pandemia del VIH/sida, el acceso a los medicamentos y tratamientos. Por otro, el pedido de derogación de los edictos policiales, con sus consecuentes arrestos arbitrarios, las torturas y otros apremios ilegales en las comisarías.

"Y además teníamos en común el lugar del estigma, de ser intocables, de que siempre algún experto tuviera palabra más autorizada para hablar sobre nosotras que nosotras mismas [...]", como resume María Luisa Peralta.
El 8 de marzo de 2000, Lesbianas a la Vista se abrió de la organización de la marcha del Día de la Mujer cuando las feministas quisieron omitir la palabra "lesbiana" de los volantes de distribución. La agrupación se posicionó públicamente: de allí en más dejarían de autodenominarse mujeres y pasarían a ser lesbianas. El documento que redactaroncomienza diciendo: «Una vez más se hace explícita la decisión de invisibilizar a las lesbianas, ocultándonos bajo el más abarcador y menos específico nombre de ‘mujeres’. Se nos invita, eso sí, a participar de la organización, aportando ideas y trabajo. Pero sin nombrarnos».
«No me considero una mujer, pero uno de los prejuicios en contra de las lesbianas y el que sostiene la lesbofobia y está basado en la confusión de género, es que queremos ser hombres. Puede ser que algunas lesbianas quieran serlo, de hecho muchas personas a las cuales se les ha asignado el género de mujer al nacer viven algún tiempo como lesbiana antes de convertirse en transexuales de mujer a varón, pero la mayoría de nosotras no queremos ser hombres. Ahora bien, si no soy mujer, pero tampoco soy hombre, ¿qué soy? Yo me considero una persona transgenérica de mujer a lesbiana», diría Fabiana Tron, una de las integrantes de Lesbianas a la Vista, en un texto de su autoría del año 2003.

## Disolución de la organización
Hacia los años 2000 y 2001 el grupo empezó a tener fuertes discusiones sobre cuestiones identitarias, múltiples opresiones, género, modelos de familia y de las instituciones en general, que llevó a fuertes debates internos. De algún modo se cristalizaron posturas con diferencias profundas a partir de los Encuentros GLTTBI, como señala Fabi Tron:
"Luego de estos encuentros comenzaron a aparecer otras diferencias que tienen que ver con lo político e ideológico, yo comprendí que había por lo menos un sector de la comunidad, que podemos llamar “asimilacionista”, cuyo interés mayor era conseguir derechos civiles para gays y para lesbianas, no tenían mucho en cuenta a las travestis y reclamaban acceder a los derechos que habían perdido por ser gays o lesbianas, pero su reflexión sobre el género y la sexualidad no iba más allá."
En 2000 cerraron su sede y se disolvieron en diciembre de 2001, en medio de la gran crisis político social de Argentina. Para entonces la visibilidad lésbica y de las personas LGBT+ era bastante notable en Buenos Aires. Fabi Tron dice:
"Hasta ahí llegamos y estuvo bien llegar hasta allí. No es malo que los grupos tengan un comienzo y un final. De las últimas que quedamos, todas seguimos haciendo militancia en otros lugares, encontrándonos con otros colectivos, y entre nosotras de vez en cuando."